# Municipio de Centerview
El municipio de Centerview (en inglés: Centerview Township) es un municipio ubicado en el condado de Johnson en el estado estadounidense de Misuri. En el año 2010 tenía una población de 1594 habitantes y una densidad poblacional de 9,83 personas por km².

## Geografía
El municipio de Centerview se encuentra ubicado en las coordenadas 38°44′52″N 93°51′47″O / 38.74778, -93.86306. Según la Oficina del Censo de los Estados Unidos, el municipio tiene una superficie total de 162.22 km², de la cual 161,76 km² corresponden a tierra firme y (0,28 %) 0,45 km² es agua.

## Demografía
Según el censo de 2010, había 1594 personas residiendo en el municipio de Centerview. La densidad de población era de 9,83 hab./km². De los 1594 habitantes, el municipio de Centerview estaba compuesto por el 95,86 % blancos, el 1,57 % eran afroamericanos, el 0,69 % eran amerindios, el 0,38 % eran asiáticos, el 0,44 % eran de otras razas y el 1,07 % eran de una mezcla de razas. Del total de la población el 2,32 % eran hispanos o latinos de cualquier raza.